# Solanum lanceifolium
Solanum lanceifolium är en potatisväxtart som beskrevs av Nikolaus Joseph von Jacquin. Solanum lanceifolium ingår i släktet skattor som ingår i familjen potatisväxter. Inga underarter finns listade i Catalogue of Life.